# Парк Терра-Ноштра
Парк Терра-Ноштра (порт. Parque Terra Nostra) — парк и ботанический сад в Фурнаше муниципалитета Повоасан на португальском острове Сан-Мигел архипелага Азорские острова.

## История
Основание сада относится к 1780 году, когда тогдашний консул США на острове Сан-Мигел Томас Хиклинг незадолго до этого в 1775 году построил здесь свою летнюю резиденцию, известную как Янки-холл.
В середине XIX века площадь в 2 га постепенно увеличивалась. Вискондес да Прая, или позже семья Бенсауде, расширили участок до гораздо более существенных размеров. Были созданы водные сады и насаждения с тёмными аллеями и цветниками, а Янки-холл был преобразован в отель. В 1872 году, когда сад уже находился в руках 2-го виконда Прая, он привлёк португальских и английских специалистов. Они провели реконструкцию существовавшего канала, построили пещеры, посадили самшитовые аллеи, но дорожки с апельсиновыми деревьями были убраны. Различные виды деревьев привезены из Северной Америки, Австралии, Новой Зеландии, Китая и Южной Африки.
В 1930-х годах парк был приобретён Васко Бенсауде, который видел в нём прежде всего дополнение к отелю Терра-Ноштра. В то время парк достиг площади в 12,5 га и был разделённых на сады и лес. Сам Васко Бенсауде обладал большими познаниями в ботанике и садоводстве, как и его садовник шотландского происхождения Джон Макинрой.

## Термальный бассейн
Одной из главных достопримечательностей парка является бассейн с природной коричневой термальной водой, богатой железом, с температурой около 37 °C. Он был построен ещё Томасом Хиклингом в 1780 году и расширен в 1935 году. Бассейн украшен каменной резьбой и окружён кольцом араукариевых деревьев. Купание в нём разрешено, но после этого требуется продолжительный душ.

## Туризм
Благодаря своей уникальной красоте парк считается «Романтическим ботаническим садом». Он считается туристической достопримечательностью острова, которую «обязательно нужно увидеть».

## Галерея
- Парк

- Пальмы и сады